# Drapelul RASS Moldovenești

Drapelul RASSM
(1925 - 1932)

Drapelul RASSM
(1937 - 1938)

Drapelul RASSM
(1938 - 1940)

Drapelul R.A.S.S. Moldovenești a fost legiferat pentru prima dată în 1925, când pe 10 mai Congresul Sovietelor din toată Ucraina a aprobat Constituția R.A.S.S.M.. Astfel, în secțiunea a VII-a, articolul 48, erau stipulate următoarele: „R.A.S.S. Moldovenească are stema și steagul său de stat, stabilite de Comitetul Executiv central Moldovenesc și confirmate de Comitetul Executiv Central din toată Ucraina”. La 4 septembrie 1925, Prezidiul C.E.C. al R.A.S.S.M. a discutat chestiunea: „cu privire la concursul pentru elaborarea  proiectului stemei și steagul de comisie, compusă din reprezentanții organelor superioare de partid și de stat ale republicii”. La 21 septembrie 1925, prezidiumul mic al C.E.C., condus de I. N. Chior-Ianachi, a reluat „examinarea stemei și steagului de stat ale R.A.S.S.M.”. Acest organ a hotărît în proiectul steagului: 
a) secera și ciocanul trebuie să aibă forma analogică cu cea adoptată pentru stema unională,
b) literele „R.A.S.S.M.” să fie situate în formă de arc în colțul din dreapta de sus cu capetele în jos,
c) păpușoul și spicul să fie înfășurate de tufă de viță-de-vie, astfel, încît frunzele să atîrne de părți și în mijloc.
După această, la 19 octombrie 1925, C.E.C. al R.A.S.S.M. a adoptat proiectul stemei și steagului de stat al R.A.S.S.M. 
La 6 ianuarie 1938, congresul VII extraordinar al Sovietelor din R.A.S.S.M. a adoptat cea de -a doua Constituție a R.A.S.S.M., în care steagul era descris astfel: 
„Art. 112. Steagul de stat al R.A.S.S. Moldovenești este flagul R.S.S. Ucrainene, care-i alcătuit de pînză roșie, la care în colțul stîng, sus pe lîngă deținător, sînt puse secera și ciocanul de aur și literele «R.S.S.U.» în limbile ucraineană și moldovenească, cu adăugare sub scriitura «R.S.S.U.» cu litere de o măsură mai mică a scriituri lor «R.A.S.S. Moldovenească» în limbile ucraineană și moldovenească”
Așadar, textul „moldovenesc” era scris cu litere latine. Peste cîteva luni în același an, steagul R.A.S.S.M. s-a schimbat, denumirile fiind trecute cu slove chirilice.